# Mostazal

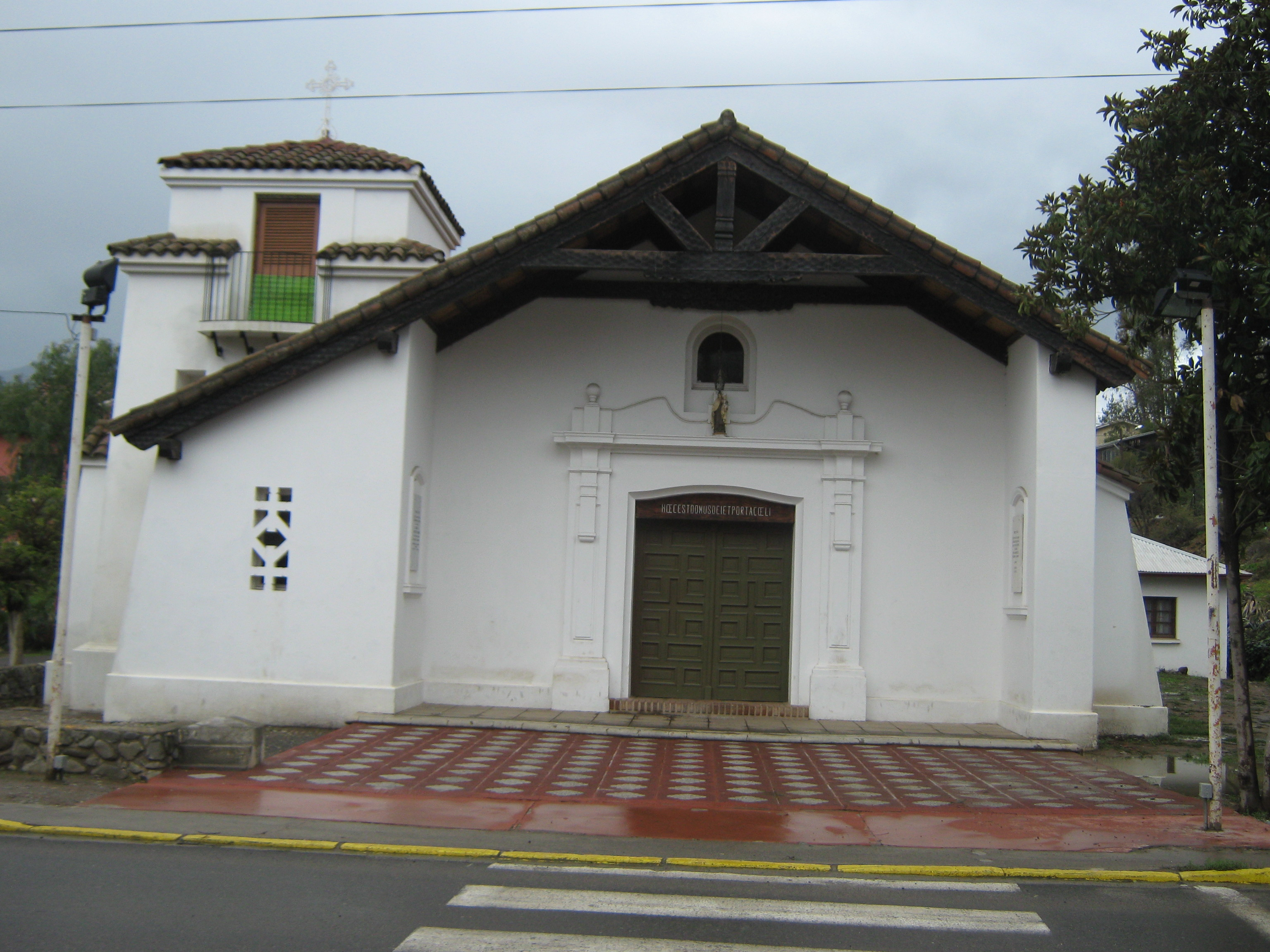
Capilla La Punta

Mostazal este un oraș din Chile în Provincia Cachapoal, regiunea O'Higgins.

## Legaturi externe
- es  Pagina oficială a orașului Mostazal